# Сирмій

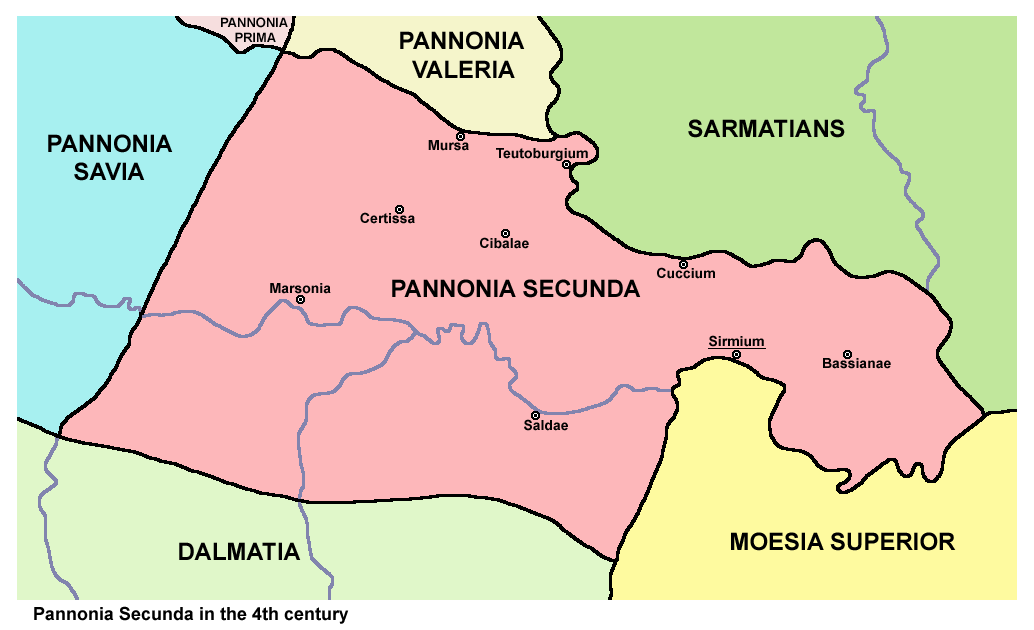

Сирмій, або  Сірмій (лат. Sirmium) — місто в римській Паннонії. Родюча область Панонської рівнини в Європі між долиною Сави (вона відокремлює Срем від Бачки) і Дунаєм. Сучасне місто на його місці — Сремська Митровиця. Від Сірмія походить назва історичної області Срем. Його значення в епоху пізньої античності було настільки великим, що Амміан Марцеллін назвав його «преславною матір'ю міст».
До приходу римлян у I ст. до н. е. на місці Сірмія було іллірійське поселення. В епоху принципату місто було плацдармом для військових походів проти даків і германців. Багато часу тут проводив Марк Аврелій зробивши його базою під час Макроманської війни. Місто служило резиденцією імператора Галерія у період тетрархіі. Уродженцями міста були імператори Геренній Етруск, Гостіліан, Децій, Клавдій II, Квінтілл, Авреліан, Проб, Максиміан, Констанцій II і Граціан. У 375 імператор Валентиніан I переніс у Сірмій свою резиденцію.
Феодосій Великий був проголошений імператором у Сірмії. У IV—V ст. в місті пройшло п'ять церковних соборів. Після падіння Римської імперії в Сірміі карбували монету королі гепідів.
У 567 році після зруйнування лангобардами гепідського царства, Сірмій знову переходить до східної римської імперії. У 582 році його завойовують авари і у 1020 місто знову належить  до Візантійської імперії де залишається до XII ст.
У 870 Мефодій очолює архієпископську кафедру в Сірміі.